# Ment quàntica
La ment quàntica o consciència quàntica és un grup d'hipòtesis que proposen que la mecànica clàssica sola no pot explicar la consciència, postulant en canvi que els fenòmens de la mecànica quàntica, com l'entrellaçament i la superposició, poden tenir un paper important en la funció del cervell i podrien explicar aspectes de la consciència. Aquestes hipòtesis científiques encara no s'han provat i poden solapar-se amb el misticisme quàntic.

## Història
Eugene Wigner va desenvolupar la idea que la mecànica quàntica té alguna cosa a veure amb el funcionament de la ment. Va proposar que la funció d'ona es col·lapsa a causa de la seva interacció amb la consciència. Freeman Dyson va argumentar que "la ment, tal com es manifesta per la capacitat de prendre decisions, és fins a cert punt inherent a cada electró".
Altres físics i filòsofs contemporanis consideraven aquests arguments poc convincents. Victor Stenger va caracteritzar la consciència quàntica com un "mite" que "no té cap base científica" que "hauria de prendre el seu lloc juntament amb déus, unicorns i dracs".
David Chalmers argumenta en contra de la consciència quàntica. En canvi, discuteix com la mecànica quàntica pot relacionar-se amb la consciència dualista. Chalmers és escèptic que qualsevol nova física pugui resoldre el difícil problema de la consciència. Argumenta que les teories quàntiques de la consciència pateixen la mateixa debilitat que les teories més convencionals. De la mateixa manera que argumenta que no hi ha cap raó particular per la qual les característiques físiques macroscòpiques particulars del cervell haurien de donar lloc a la consciència, també pensa que no hi ha cap raó particular per la qual una característica quàntica particular, com el camp EM del cervell, hauria de donar prendre consciència tampoc.

## Enfocaments

### Bohm
David Bohm va veure la teoria quàntica i la relativitat com a contradictòries, la qual cosa implicava un nivell més fonamental a l'univers. Va afirmar que tant la teoria quàntica com la relativitat apuntaven a aquesta teoria més profunda, que va formular com una teoria quàntica de camps. Aquest nivell més fonamental es va proposar per representar una totalitat indivisa i un ordre implicat, del qual sorgeix l'ordre explicat de l'univers tal com l'experimentem.

### Penrose i Hameroff
El físic teòric Roger Penrose i l'anestesiòleg Stuart Hameroff van col·laborar per produir la teoria coneguda com a "reducció objectiva orquestrada" (Orch-OR). Penrose i Hameroff van desenvolupar inicialment les seves idees per separat i més tard van col·laborar per produir Orch-OR a principis dels anys noranta. Van revisar i actualitzar la seva teoria el 2013.
L'argument de Penrose va derivar dels teoremes d'incompletitud de Gödel. En el seu primer llibre sobre la consciència, The Emperor's New Mind (1989), va argumentar que si bé un sistema formal no pot demostrar la seva pròpia consistència, els resultats no demostrables de Gödel són demostrables pels matemàtics humans. Penrose va considerar que els matemàtics humans no són sistemes de demostració formals i no executen un algorisme computable. Segons Bringsjord i Xiao, aquesta línia de raonament es basa en una fal·làcia equívoca sobre el significat de la computació. En el mateix llibre, Penrose va escriure: "Tot i això, es podria especular que en algun lloc profund del cervell es troben cèl·lules de sensibilitat quàntica única. Si això demostra ser el cas, aleshores la mecànica quàntica estarà implicada significativament en l'activitat cerebral." :400

### Umezawa, Vitiello, Freeman
Hiroomi Umezawa i els seus col·laboradors van proposar una teoria de camp quàntica de l'emmagatzematge de memòria. Giuseppe Vitiello i Walter Freeman van proposar un model de diàleg de la ment. Aquest diàleg té lloc entre la part clàssica i la quàntica del cervell. Els seus models de teoria quàntica de camps de la dinàmica del cervell són fonamentalment diferents de la teoria de Penrose-Hameroff.

### Pribram
La teoria holonòmica del cervell de Karl Pribram (holografia quàntica) va invocar la mecànica quàntica per explicar el processament d'ordre superior per part de la ment. Va argumentar que el seu model holonòmic va resoldre el problema de la vinculació. Pribram va col·laborar amb Bohm en el seu treball sobre els enfocaments quàntics de la ment i va proporcionar proves de quant del processament del cervell es va fer en sencers. Va proposar que l'aigua ordenada a les superfícies de la membrana dendrítica podria funcionar estructurant la condensació de Bose-Einstein donant suport a la dinàmica quàntica.

### Stapp
Henry Stapp va proposar que les ones quàntiques només es redueixen quan interactuen amb la consciència. Argumenta des de la orthodox quantum mechanics of John von Neumann que l'estat quàntic es col·lapsa quan l'observador selecciona una entre les possibilitats quàntiques alternatives com a base per a una acció futura. El col·lapse, per tant, té lloc en l'expectativa que l'observador associa a l'estat. El treball de Stapp va generar crítiques per part de científics com David Bourget i Danko Georgiev.

### David Pearce
El filòsof britànic David Pearce defensa el que ell anomena idealisme fisicalista ("l'afirmació fisicalista no materialista que la realitat és fonamentalment vivencial i que el món natural es descriu exhaustivament per les equacions de la física i les seves solucions") i ha conjecturat que les ments conscients unitàries són físiques. estats de coherència quàntica (superposicions neuronals). Segons Pearce, aquesta conjectura és susceptible de falsificació, a diferència de la majoria de les teories de la consciència, i Pearce ha esbossat un protocol experimental que descriu com es podria provar la hipòtesi mitjançant interferometria d'ones de matèria per detectar patrons d'interferència no clàssics de superposicions neuronals a l'inici de la temperatura tèrmica de decoherència. Pearce admet que les seves idees són "altament especulatives", "contraintuïtives" i "increïbles".